# 超級巨聲4
《超級巨聲4》（英語：The Voice (Sr. 4)）為香港無綫電視以高清製作的歌唱選秀節目，是《超級巨聲》的第四屆賽事，本屆以16名入圍參賽者為起端。節目於2014年10月25日起，逢星期六20:30-22:00於翡翠台及高清翡翠台播放。本節目為無綫電視47周年台慶獻禮節目。本節目方面由KEF高解像音響冠名贊助。
本屆賽事分成兩個階段，以8男8女（共16名）的入圍者為起端。在第1至5集，參賽者先分成「超級男聲」及「超級女聲」，透過獨唱、合唱、男女「PK戰」等形式進行比試。第6至7集進行2集踢館賽後，從5名踢館者中加入4名（其中2位為較早前被淘汰的參賽者）共12名參賽者進行餘下賽事。在第二階段，晉級參賽者將接受更高難度挑戰。
每集會有4位專業評判及由10位主要來自不同音樂界別的嘉賓組成的「嘉賓評判團」決定賽果，後期每集僅由「專業評判團」評分選出最低分的參賽者淘汰出局。
值得一提的是，以往超級巨聲完結之後大部分參賽者都會選擇與無綫電視簽約成爲旗下藝員。但今屆賽事完結之後目前只有李雯希、谷微、陳浚霆及伍富橋與無綫電視簽約，陳浚霆至2017年10月中曾離開無綫電視，但於2020年3月「回巢」。

## 賽程紀錄
| - 關敏婷 － 《你怎麼捨得我難過》（黃品源） - 楊雅餘 － 《漂泊之樂》（自創曲） - 張思思 － 《你不知道的事》（王力宏） - 何嘉穎 － 《Greatest Love of All》（Whitney Houston） | - 蔡頌雯 － 《倔強》（五月天） - 李姵賢 － 《記得》（張惠妹） - 翁敬婷 － 《我是一隻小小鳥》（趙傳） - 潘緻慧 － 《我恨我愛你》（張惠妹） |

| - 嚴瀚祺 － 《黃金時代》（陳奕迅） - 陳浚霆 － 《我是不是你最疼愛的人》（潘越云） - 何嘉新 － 《想你的夜》（關喆） - 王禮宗 － 《原諒我》（蕭敬騰） | - 劉栢希 － 《陀飛輪》（陳奕迅） - 鄒旻諾 － 《你為了愛情》（劉雅麗） - 張俊銘 － 《痛愛》（容祖兒） - 伍富橋 － 《趁早》（張惠妹） |

| - 潘緻慧 － 《我能體諒》（A-Lin） - 李姵賢 － 《To Love You More》（Celine Dion） - 關敏婷 － 《Something's Got A Hold On Me》（Etta James） - 何嘉穎 － 《小城大事》（楊千嬅） | 敗：勝 勝：敗 勝：敗 | - 張俊銘 － 《傻子》（林宥嘉） - 陳浚霆 － 《我知道你很難過》（蔡依林） - 伍富橋 － 《護航》（許廷鏗） - 王禮宗 － 《春秋》（張敬軒） |

| - 蔡頌雯 － 《2004》（衛蘭） - 張思思 － 《逆光》（孫燕姿） - 楊雅餘 － 《掩飾》（自創曲） | 敗：勝 敗：勝 敗：勝 | - 鄒旻諾 － 《Para Para Sakura》（郭富城） - 劉栢希 － 《粵語殘片》（陳奕迅） - 嚴瀚祺 － 《這一個夜》（林子祥） |

| - 嚴瀚祺 劉栢希 （超級隊長） － 《黑夜不再來》（陳奕迅） - 鄒旻諾 張俊銘 （狂野二人組） － 《愛是懷疑》（陳奕迅） - 伍富橋 陳浚霆 （巨聲俊男） － 《追》（張國榮） | 勝：敗 勝：敗 敗：勝 | - 楊雅餘 潘緻慧 （巨聲型女） － 《原點》（孫燕姿、蔡健雅） - 蔡頌雯 張思思 （Sweet Sweet少女組） － 《追風箏的風箏》（容祖兒、林欣彤） - 何嘉穎 李姵賢 關敏婷 （爆炸女聲） － 《海闊天空》（Beyond） |

| - 李雯希 － 《那種女孩》（范曉萱） - 伍富橋 － 《他的故事》（張敬軒） - 關敏婷 － 《她說》（林俊傑） - 谷 微 － 《你把我灌醉》（黃大煒） - 何嘉穎 － 《A Moment Like This》（Kelly Clarkson） | - 陳浚霆 － 《到此為止》（連詩雅） - 鄭沅頤 － 《李香蘭》（張學友） - 張思思 － 《眼淚》（范曉萱） - 嚴瀚祺 － 《憑著愛》（蘇芮） |

| - 鄒旻諾 － 《瘋了》（林憶蓮） - 潘緻慧 － 《償還》（王菲） - 王禮宗 － 《洋蔥》（楊宗緯） - 李姵賢 － 《告解》（容祖兒） | - 蔡頌雯 － 《守望麥田》（王菲） - 何嘉新 － 《尊嚴》（陳柏宇） - 張俊銘 － 《非走不可》（謝霆鋒） - 劉栢希 － 《囍宴樂隊》（RubberBand） |

| - 嚴瀚祺 陳奐仁 － 《阿士匹靈》（陳奕迅） - 何嘉新 林奕匡 － 《高山低谷》（林奕匡） - 李雯希 胡 琳 － 《Mercy》（Duffy） | - 伍富橋 Supper Moment － 《點滴》（Supper Moment） - 潘緻慧 林二汶 － 《多得他》（王菲） - 關敏婷 林欣彤 － 《我不是你想像那麼勇敢》（梁文音） |

| - 鄒旻諾 馮允謙 － 《The Lazy Song》、《Count On Me》（Bruno Mars） - 谷 微 龔柯允 － 《讓每個人都心碎》（張惠妹） - 張俊銘 C AllStar － 《薄情歌》（C AllStar） | - 何嘉穎 羅孝勇 － 《Just A Kiss》（Lady Antebellum） - 王禮宗 鄧小巧 － 《一眼瞬間》（蕭敬騰、張惠妹） - 蔡頌雯 鄭俊弘 － 《All Of Me》（John Legend） |

| - 嚴瀚祺 何嘉穎 － 《家書》（C AllStar） - 王禮宗 谷 微 － 《等你愛我》（陳明） - 何嘉新 關敏婷 － 《小酒窩》（林俊傑、蔡卓妍） | - 張俊銘 蔡頌雯 － 《講男講女》（陳奕迅、露雲娜） - 鄒旻諾 李雯希 － 《You're The One That I Want》（John Travolta、Olivia Newton-John） |

| - 李雯希 － 《老實情歌》（庾澄慶） - 鄒旻諾 － 《第四晚心情》（郭富城） - 張俊銘 － 《Desperado》（Eagles） - 谷 微 － 《愛如潮水》（張信哲） | - 蔡頌雯 － 《情深說話未曾講》（黎明） - 嚴瀚祺 － 《離開以後》（张学友） - 王禮宗 － 《認錯》（優客李林） - 何嘉穎 － 《愛與痛的邊緣》（王菲）、《有多少愛可以重來》（黃仲崑） |

| - 張俊銘 － 《好人》（側田） - 李雯希 － 《What's Up》（4 Non Blondes） - 嚴瀚祺 － 《玉蝴蝶》（謝霆鋒） | - 何嘉穎 － 《越難越愛》（吳若希） - 鄒旻諾 － 《Make You Feel My Love》（Bob Dylan） - 谷 微 － 《Over The Rainbow》（Judy Garland） |

| - 嚴瀚祺 － 《無盡》（Supper Moment） - 何嘉穎 － 《假如讓我說下去》（楊千嬅） | - 鄒旻諾 － 《李十郎》（自創曲） - 谷 微 － 《愛你的宿命》（張信哲） |

| - 巨聲四幫 － 《We Are The Voice》 - 胡鴻鈞、王禮宗 － 《化蝶》（何韻詩） - 林欣彤、李雯希 － 《Little Something》（林欣彤） - 胡鴻鈞、林欣彤、王禮宗、李雯希 － 《青春頌》（許廷鏗） - 高海寧、何嘉新 － 《今天妳要嫁給我》（蔡依林） - 李逸朗 － 《傻女》（陳慧嫻） - 張俊銘、楊雅餘、梨渦樂隊 － 《幸福摩天輪／漂泊之樂》（陳奕迅／自創曲） - 鄧建明、蔡頌雯 － 《野孩子》（楊千嬅） - 趙增熹、嚴瀚祺、嚴駿祺 － 《漣漪》（陳百強） | - 張思思、關敏婷、李姵賢 － 《不想長大》（S.H.E.） - 何嘉穎、陳浚霆、谷微 － 《情人》、《海闊天空》（Beyond） - 林欣彤 － 《這是愛》（泰迪羅賓） - 泰迪羅賓、嚴瀚祺、何嘉穎 － 《爭氣》（原曲《要爭取快樂》，Maria Cordero） - 伍富橋 － 拉丁舞表演 - 劉栢希、鄒旻諾、何嘉新、張俊銘、李雯希、關敏婷、李姵賢、潘緻慧、郭偉亮 － 《重口味》（陳奕迅）、《Iron Man》（郭偉亮） - 陳潔靈、倫永亮、嚴瀚祺、伍富橋、潘緻慧、波希兒童合唱團 － 《憑著愛》（蘇芮） |

## 參賽者得分表

### 第1至5集
| 最終排名 | 參賽者 | 第1-2集 | 第1-2集 | 第1-2集 | 第3-4集 | 第3-4集 | 第3-4集 | 第5集 |
| 最終排名 | 參賽者 | 專業    | 嘉賓    | 總分    | 專業    | 嘉賓    | 總分    | 專業  |
| -------- | ------ | ------- | ------- | ------- | ------- | ------- | ------- | ----- |
| 1        | 鄒旻諾 | 84.5    | －      | －      | 75.0    | －      | －      | 85.5  |
| 3        | 嚴瀚祺 | 82.7    | －      | －      | 76.2    | －      | －      | 74.7  |
| 4        | 何嘉穎 | 80.0    | －      | －      | 79.7    | －      | －      | 87.2  |
| 6        | 張俊銘 | 79.5    | 75.2    | 154.7   | 74.5    | －      | －      | 85.5  |
| 7        | 王禮宗 | 80.7    | －      | －      | 70.2    | 71.6    | 141.8   |       |
| 8        | 蔡頌雯 | 78.2    | －      | －      | 74.5    | －      | －      | 65.5  |
| 9        | 關敏婷 | 79.2    | －      | －      | 77.7    | －      | －      | 87.2  |
| 10       | 何嘉新 | 79.5    | 65.8    | 145.3   |         |         |         |       |
| 11       | 潘緻慧 | 80.7    | －      | －      | 73.5    | －      | －      | 59.7  |
| 12       | 伍富橋 | 80.2    | －      | －      | 72.0    | －      | －      | 66.7  |
| 13       | 劉栢希 | 79.7    | －      | －      | 68.7    | －      | －      | 74.7  |
| 14       | 李姵賢 | 79.0    | －      | －      | 69.5    | －      | －      | 87.2  |
| 15       | 陳浚霆 | 79.2    | 73.0    | 152.2   | 73.2    | －      | －      | 66.7  |
| 16       | 張思思 | 75.0    | 65.7    | 140.7   | 67.7    | 77.8    | 145.5   | 65.5  |
| 17       | 楊雅餘 | 84.0    | －      | －      | 75.0    | －      | －      | 59.7  |
| 18       | 翁敬婷 | 74.0    | 65.8    | 139.8   |         |         |         |       |
|          | 滿分   | 100     | 100     | 200     | 100     | 100     | 200     | 100   |

### 第6至12集
| 最終排名 | 參賽者 | 第6-7集 | 第8-9集 | 第8-9集 | 第8-9集 | 第10集 | 第10集 | 第11集 | 第12集 | 第12集 | 第12集 |
| 最終排名 | 參賽者 | 專業    | 專業    | 嘉賓    | 總分    | 組合   | 個人   | 專業   | 回合㈠ | 回合㈡ | 總分   |
| -------- | ------ | ------- | ------- | ------- | ------- | ------ | ------ | ------ | ------ | ------ | ------ |
| 1        | 鄒旻諾 | 84.2    | 85.7    | －      | －      | 157.2  | 79.0   | 81.0   | 84.8   | 76.1   | 160.9  |
| 2        | 谷 微  | 80.7    | 85.5    | －      | －      | 161.9  | －     | 79.5   | 76.1   | 81.5   | 157.6  |
| 3        | 嚴瀚祺 | 84.0    | 76.7    | －      | －      | 160.2  | 78.0   | 77.5   | 77.5   | 78.4   | 155.9  |
| 4        | 何嘉穎 | 80.0    | 75.0    | －      | －      | 160.2  | 82.2   | 81.7   | 77.2   | 75.7   | 152.9  |
| 5        | 李雯希 | 80.0    | 77.2    | －      | －      | 157.2  | 78.2   | 78.0   | 75.8   |        |        |
| 6        | 張俊銘 | 80.0    | 79.0    | －      | －      | 160.4  | －     | 86.2   | 74.5   |        |        |
| 7        | 王禮宗 | 78.2    | 73.7    | －      | －      | 161.9  | －     | 74.7   |        |        |        |
| 8        | 蔡頌雯 | 76.0    | 70.2    | －      | －      | 160.4  | －     | 73.5   |        |        |        |
| 9        | 關敏婷 | 77.0    | 69.0    | 73.0    | 142.0   | 146.9  | 73.7   |        |        |        |        |
| 10       | 何嘉新 | 76.5    | 72.2    | －      | －      | 146.9  | 73.2   |        |        |        |        |
| 11       | 潘緻慧 | 76.0    | 70.0    | 70.7    | 140.7   |        |        |        |        |        |        |
| 12       | 伍富橋 | 75.7    | 65.5    | 68.2    | 133.7   |        |        |        |        |        |        |
| 13       | 劉栢希 | 74.7    |         |         |         |        |        |        |        |        |        |
| 14       | 李姵賢 | 74.0    |         |         |         |        |        |        |        |        |        |
| 15       | 陳浚霆 | 74.0    |         |         |         |        |        |        |        |        |        |
| 無       | 鄭沅頤 | 73.5    |         |         |         |        |        |        |        |        |        |
| 16       | 張思思 | 70.5    |         |         |         |        |        |        |        |        |        |
|          | 滿分   | 100     | 100     | 100     | 200     | 200    | 100    | 100    | 100    | 100    | 200    |

### 備註
| 冠軍 亞軍 季軍 退賽 | 該場專業評判團平均分最高分 該場專業評判團平均分低分待定／進入淘汰區 該場專業評判團平均分最低分 該場總平均分最低分而被淘汰 | PK打和 PK落敗 PK落敗而被淘汰 |

註：如有多位同場被淘汰之選手，會根據他們被淘汰時的得分排名，如同分者，則依選手姓名（適用於首場）或前場排名定出排名

## 參賽者小資料
超級女聲
| 谷微@ （Babe Q） | 何嘉穎© （Josie）  | 李雯希 （Simon） | 蔡頌雯 （Hilary） | 關敏婷 （Emily/娜姐） | 潘緻慧 （WaiWai/巨聲方力申） | 李姵賢 （Ada/姵姵） | 張思思 （Lesley） |
| 楊雅餘 （Uka）   | 翁敬婷 （Twinnie） |                  |                   |                       |                              |                     |                   |

超級男聲
| 鄒旻諾 （Eric） | 嚴瀚祺© （嚴祺/Edmund） | 張俊銘 （Jason） | 王禮宗# （Leo） | 何嘉新# （Karson） | 伍富橋@ （Alvin） | 劉栢希 （Pakhei劉希/窒仔） | 陳浚霆 （Andrew） |

### 備註
男性參賽者
  女性參賽者
©：本屆隊長
@：透過本屆比賽而正式加入香港樂壇
#：曾被淘汰後來重新加入比賽的參賽者

## 比賽結果
- 冠軍：鄒旻諾
- 亞軍：谷　微
- 季軍：嚴瀚祺
- 《全民最愛巨聲大獎》[4]：嚴瀚祺（獲得24458票，佔29%）
- 《飛躍進步巨聲》：張俊銘
- 《我最喜愛網上巨聲金曲》[5]：
  - 鄒旻諾 －《你為了愛情》（劉雅麗）
  - 谷　微 －《你把我灌醉》（黃大煒）
  - 何嘉穎、李姵賢、關敏婷 －《海闊天空》（Beyond）
  - 張俊銘 －《非走不可》（謝霆鋒）
  - 嚴瀚祺 －《憑著愛》（蘇芮）

部分「巨聲幫」成員更獲唱片公司招徠，簽約成為旗下歌手：
| 單位   | 唱片公司    | 經紀公司    | 出道年份 | 出道主打歌曲   | 首張個人唱片 |
| ------ | ----------- | ----------- | -------- | -------------- | ------------ |
| 谷婭溦 | 星夢娛樂    | TVB         | 2016年   | 《安守本份》   | 《哭牆》     |
| 伍富橋 | 星夢娛樂    | TVB         | 2017年   | 《我怎會如此》 | --           |
| 楊雅餘 | 自資        | 自資        | 2018年   | 《偏偏》       | 《遺憾美》   |
| 鄒旻諾 | Some 1Music | Some 1Music | 2019年   | 《籠裏》       | --           |

## 記事
- 2014年6月23日－8月3日：接受香港及海外人士報名。
- 2014年9月7日：12:30，於新港城中心進行「超級巨聲4－終極選拔」，23強參賽者進行選拔，由評判陳潔靈、郭偉亮、何哲圖及馮允謙選出最後16強。[6]
- 2014年10月5日：正式進行首集錄影。
- 2014年12月6日：由於當日20:30-23:30直播《歡樂滿東華2014》，本節目暫停播映。
- 2014年12月15日：《超級巨聲4》主持張繼聰榮獲《萬千星輝頒獎典禮2014》「飛躍進步男藝員」大獎。
- 2015年1月3日：由於當日20:30-23:30直播《慈善星輝仁濟夜》，本節目暫停播映。
- 2015年1月10日：正式進行首集現場直播。
- 2015年1月24日：由於當日20:30-22:30播眏劇集《宦海奇官》兩小時大結局，本節目暫停播映。
- 2015年1月31日：本節目最後一集，播映時間為20:30-22:30，並會作現場直播。
- 2015年2月7日：20:30-22:30於翡翠台及高清翡翠台直播特備節目《超級巨聲4畢業演唱會》。

## 外部連結
- 《超級巨聲系列》官方網站 （页面存档备份，存于）
- 《超級巨聲系列》最新消息 （页面存档备份，存于）
- 《超級巨聲4》官方網站 （页面存档备份，存于）
- 《超級巨聲4畢業演唱會》官方網站 （页面存档备份，存于）
- 《超級巨聲系列》官方Facebook Fans Page （页面存档备份，存于）
- 《超級巨聲系列》官方新浪微博 （页面存档备份，存于）
- 《超級巨聲系列》官方騰訊微博 （页面存档备份，存于）

## 電視節目的變遷
| 香港無綫電視翡翠台、高清翡翠台 星期六 20:30-22:00 時段 · 2014年12月6日、2015年1月3日及24日暫停播映 · 2015年1月31日及2月7日 20:30-22:30 | 香港無綫電視翡翠台、高清翡翠台 星期六 20:30-22:00 時段 · 2014年12月6日、2015年1月3日及24日暫停播映 · 2015年1月31日及2月7日 20:30-22:30 | 香港無綫電視翡翠台、高清翡翠台 星期六 20:30-22:00 時段 · 2014年12月6日、2015年1月3日及24日暫停播映 · 2015年1月31日及2月7日 20:30-22:30 |
| --- | --- | --- |
| | 超級巨聲4 （2014.10.25 - 2015.01.31） 超級巨聲4畢業演唱會 （2015.02.07）                                                               | |
| 善心滿載仁愛堂 （2014.10.18）（20:30-22:30）                                                                                           | 高清好戲派：高海拔之戀II （2015.02.14）（20:30-23:00）                                                                                 | |